# Ваља Калда (Клуж)
Ваља Калда (рум. Valea Caldă) насеље је у Румунији у округу Клуж у општини Катина. Oпштина се налази на надморској висини од 295 m.

## Становништво
Према подацима из 2002. године у насељу је живело 185 становника.

### Попис2002.
| Расподела становништва по националности 2002.‍ | Расподела становништва по националности 2002.‍ | Расподела становништва по националности 2002.‍ | Расподела становништва по националности 2002.‍ | Расподела становништва по националности 2002.‍ |
| --------------------------------------------- | --------------------------------------------- | --------------------------------------------- | --------------------------------------------- | --------------------------------------------- |
|                                               |                                               |                                               |                                               |                                               |
| Румуни                                        | Румуни                                        |                                               | 176                                           | 95,7%                                         |
| Мађари                                        | Мађари                                        |                                               | 8                                             | 4,3%                                          |